# Азербайджан на зимових Олімпійських іграх 2002
Азербайджан брав участь у Зимових Олімпійських іграх 2002 року у Солт-Лейк-Сіті (США) вдруге за свою історію, але не завоював жодної медалі. Країну представляли 4 спортсмени у 2 видах спорту.

## Гірськолижний спорт
Чоловіки
| Спортсмени     | Змагання | 1 спуск   | 1 спуск | 2 спуск   | 2 спуск | Усього    | Усього |
| Спортсмени     | Змагання | Результат | Місце   | Результат | Місце   | Результат | Місце  |
| -------------- | -------- | --------- | ------- | --------- | ------- | --------- | ------ |
| Ельбрус Ісаков | Слалом   | DNF       | DNF     | DNQ       | DNQ     | DNQ       | DNQ    |

## Фігурне катання
Чоловіки
| Спортсмени   | SP | FS | TFP | Місце |
| ------------ | -- | -- | --- | ----- |
| Сергій Рилов | —  | 22 | 22  | 24    |

Пари
| Спортсмен                    | Дисципліна | ОБТ   | ОБТ   | ОРТ   | ОРТ   | ПТ    | ПТ    | Всього | Всього           |
| Спортсмен                    | Дисципліна | Бали  | Місце | Бали  | Місце | Бали  | Місце | Бали   | Підсумкове місце |
| ---------------------------- | ---------- | ----- | ----- | ----- | ----- | ----- | ----- | ------ | ---------------- |
| Крістін Фрейзер Ігор Луканин | Танці      | 27.27 | 17    | 43.83 | 17    | 77.14 | 17    | 148.24 | 17               |

Примітка: ОБТ — обов'язковий танець, ОРТ — оригінальний танець, ПТ — довільний танець